# Viva a Vida
Viva a Vida (Engels: Cheers to Life!) is een Braziliaanse romantische dramafilm uit 2024, geregisseerd door Cris D'Amato. De hoofdrollen worden vertolkt door Thati Lopes, Rodrigo Simas en Jonas Bloch.

## Verhaal
Antiquairwerkster Jéssica Araújo vindt een hanger die identiek is aan de erfenis van haar overleden moeder. De hanger uit een gebroken porseleinen voorwerp is identiek aan de hare. Samen met haar neef, de afzender, gaat ze op zoek naar het mysterieuze verleden van hun familie in Rio te ontdekken in Israël. Jéssica schrijft zich in bij het reisbureau van Ben en Hava. Via Jaffo, Jeruzalem, de Negev en Eilat ontdekt ze door middel van oude herinneringen en flashbacks wie zij is en op Masada ontmoet ze dan uiteindelijk haar moeder.

## Rolverdeling
| Acteur            | Personage                    |
| ----------------- | ---------------------------- |
| Thati Lopes       | Jéssica Araújo               |
| Rodrigo Simas     | Gabriel                      |
| Jonas Bloch       | Ben(jamin)                   |
| Regina Braga      | Hava                         |
| Clara Tiezzi      | Deborah (moeder Jéssica)     |
| Luisa Thiré       | Raquel (grootmoeder Jéssica) |
| Miranda Odenbreit | Miriam (grootmoeder Gabriel) |

## Release
Viva a Vida ging op 27 oktober 2024 in première op het Festival du Film Brésilien de Montréal 18.